# 滇志
《滇志》，世称“天启《滇志》”:287，是明朝官员劉文徵私人修著的一部云南地方志，也是明朝时期云南最后一部省志，全文收入《续修四库全书》史部地理类存目:300。《滇志》无序、跋，编撰经过不详:433。刘文征于万历四十五年（1617年）辞官，《滇志》可能是其辞官后编撰，一般认为成书于天启五年（1625年），第二年刘文征本人或旁人又增补了少量大事:7。
因明代前期云南省志流传渐稀，明末清初学者研究云南史事多以《滇志》为参考，如《天下郡国利病书》、《肇域志》、《读史方舆纪要》、康熙《云南通志》等:31，《明史·云南土司传》晚明事迹也出自该书。《滇志》对后世影响甚大:96，方国瑜评价其是云南“明代志书最善之本也”。

## 内容
《滇志》体例沿袭万历《云南通志》，内容十之七八取自包见捷《滇志草》（今佚）:183，并补万历二十一年（1593年）后纪事:5，止于天启五年（1625年）:255，记述明代之事占三分之二以上篇幅。《滇志》注重山川、旅途、少数民族历史和政策的记载，对各地土司的世系沿革有详尽记述，是明修云南省志最完备者，学术价值受到历代学者推崇:5。
全志共110万字，分为33卷、14类、104目：
- 《地理志》：卷1至3，包括地图、星野图、沿革大事考、沿革郡县名、疆域、形势、山川、风俗、物产、提闸、桥梁、宫室、古迹、冢墓等目；
- 《旅途志》：卷4，包括陆路、水路等目；
- 《建设志》：卷5，包括秩官（附公署）、城池（附仓堡关哨亭铺养济）等目；
- 《赋役志》：卷6，包括户口、田赋、课程、站役等目；
- 《兵食志》：卷7，包括官数、军实、屯征等目，记载云南都指挥使司及卫所情况；
- 《学教志》：卷8至9，包括庙学、科目等目；
- 《官师志》：卷10至13，包括总部宦贤、郡县宦贤、总部题名、流寓等目；
- 《人物志》：卷14至15，包括人物、乡贤、孝义、列女等目；
- 《祠祀志》：卷16，包括祀典、群祀等目；
- 《方外志》：卷17，包括寺观、仙释等目；
- 《艺文志》：卷18至29，包括遗文、御制、赋、颂、赞、记、疏、序、碑、表、牒、檄、书、露布、铭、文、论、说、议、辨、对、考、跋、古体诗、歌行、五言古诗、七言古诗、五言排律、五言律诗、七言律诗、五言绝句、六言诗、七言绝句等目；
- 《羁縻志》：卷30，包括土司官氏、属夷（附贡道）、种人、外传等目；
- 《杂志》：卷31，包括灾祥、灵异等目；
- 《搜遗志》：卷32至33，补前13志未载的相关散失资料。

## 版本
《滇志》最末有题字“云南布政司济用库副使李春荣督梓……刊志匠头陈信、王家相”，则其在明末已锓板，但不见藏书家著录，康熙《新兴州志》（1715年刊刻）为最后引用《滇志》者，此后《滇志》原刊本失传:434。也有观点认为，《滇志》已做好刊刻准备，1625年乌撒府土司安效良叛乱、昆明水灾、刘文征1626年去世都影响了《滇志》刊刻，《滇志》并未实际刊行。
《滇志》现存版本有：
| 版本     | 藏馆/出版机构                  | 来源 | 参考          |
| -------- | ------------------------------ | --- | ------------- |
| 明抄本   | 北京大学图书馆                 | 抄于天启末年，也有观点认为是清抄本。康熙二十六年（1687年）由行人司徐炯带往北方，后相继由山东诸城卧象山房李澄中、诸城邓村棣华书屋尹氏收藏，光绪年间被湖南湘乡陈毅购入，民国22年（1933年）被北京大学购藏。该本是大部分《滇志》版本的母本。 | [ 14 ] [ 15 ] |
| 明抄本   | 中央民族大学图书馆             | 抄于天启末年，乾隆年间曾由嘉定钱大昕收藏，后由江苏镇洋县署收藏，再后流入民间。保山人吴熙任镇洋县令，光绪三十一年（1905年）从民间购得，入藏苏州云南会馆，中央民族学院20世纪50年代初从上海富晋书社购藏。该本缺卷13。                       | :27-29        |
| 晒印本   | 湖北省图书馆                   | 北京大学抄本晒印，曾为中南军政委员会图书室藏书，后由张国淦收藏，张生前将其转让湖北省图书馆。 | [ 14 ]        |
| 晒印本   | 原中央研究院历史语言研究所     | 抗日战争前据北京大学抄本晒印，现下落不明。 | :30           |
| 民国抄本 | 云南省图书馆                   | 抗日战争时中研院史语所内迁昆明，昆华图书馆抄录中研院晒印本，此为《滇志》三百年后首次重现云南。 | :30           |
| 民国抄本 | 中国国家图书馆                 | 抗日战争时北平图书馆部分人员迁至昆明，在昆抄录中研院晒印本，现仅存卷1、卷8。 | [ 14 ]        |
| 现代抄本 | 云南大学图书馆                 | 转抄自云南省图书馆抄本。 | [ 14 ]        |
| 现代抄本 | 云南大学西南古籍研究所         | 转抄自云南省图书馆抄本。 | [ 14 ]        |
| 现代抄本 | 云南省社会科学院历史文献研究所 | 转抄自云南省图书馆抄本。 | [ 14 ]        |
| 复印本   | 云南师范大学图书馆             | 1978年从北京大学静电复印。 | :17           |
| 影印本   | 上海古籍出版社                 | 《续修四库全书》本，影印北京大学抄本，2002年出版。 | :300          |
| 影印本   | 民族出版社                     | 《大理丛书》本，影印云南师范大学复印本，2007年出版。 | :2            |
| 影印本   | 国家图书馆出版社               | 《北京大学图书馆藏稀见方志丛刊》本，影印北京大学图书馆藏抄本，2013年出版。 | [ 17 ]        |
| 影印本   | 国家图书馆出版社               | 《湖北省图书馆藏稀见方志丛刊》本，影印湖北省图书馆藏晒印本，2018年出版。 | [ 18 ]        |
| 影印本   | 中华书局                       | 《云南历代方志集成》本，2022年出版。 | [ 19 ]        |
| 影印本   | 北京燕山出版社                 | 《现存明代西南方志集成》，影印北京大学抄本，2021年出版。 |               |
| 点校本   | 云南教育出版社                 | 云南大学古籍整理委员会古永继据云南省图书馆抄本点校，1991年出版，题名《滇志》。古永继点校时曾希望以中央民大本为通校本，但中央民大方面不愿协助，故该本未能与民大本详校。                                                                   | :11           |
| 点校本   | 云南民族出版社                 | 古永继点校本出版后，云师大王云收到中央民族大学复印本，发现古永继本与之错落异文较多，遂将古永继本、北大本、民大本对校，1999年出版，题名《滇志校考》。仅有三个本子的异文部分和校记，非整文出版，发行量较少。                               | :序           |

此外，北平图书馆袁同礼曾赠予李根源一本《滇志》手抄本，李根源在《永昌府文征》中摘录部分内容，抄本现已下落不明:17。据朱士嘉称，台湾也藏有一本《滇志》抄本，但至今仍未能找到:19。
古永继《滇志》点校本为当今通行本，该本也有较多遗漏未校之处。